# Au hasard Balthazar
Au hasard Balthazar (bra: A Grande Testemunha; prt: Peregrinação Exemplar) é um filme sueco-francês de 1966, do gênero drama, dirigido por Robert Bresson, baseado em trecho de O Idiota, de Dostoiévski.

## Sinopse
A vida de um burro de carga chamado Balthazar desde sua infância até sua fase adulta, passando de dono a dono, maltratado por alguns e amado por outros enquanto o burro vive no meio da maldade humana.